# Nemo (Band)
Nemo ist eine französische Progressive-Rock-Band.
Die im Jahr 1999 im Département Haute-Loire gegründete Band spielt abwechslungsreichen Progressive Rock mit überwiegend französischen Texten und einem gelegentlich hohen Hard-Rock-Anteil. Ihre Platten sind oft durchkomponierte Konzeptalben (die beiden CDs Si Partie I und Si Partie II sind sogar ein auf zwei Veröffentlichungen aufgeteiltes Konzeptalbum). 2007 traten Nemo im Vorprogramm der Flower Kings auf.
Prägender Kopf der Gruppe ist der Sänger und Gitarrist Jean-Pierre Louveton, der unter dem Kürzel JP Louveton bzw. JPL neun Solo-Alben veröffentlicht hat. Das mehr im Bereich Heavy Metal angesiedelte Nebenprojekt Wolfspring von Louveton hat bislang zwei CDs veröffentlicht. Zudem hat Louveton einen eigenen Vertrieb namens Quadrifonic gegründet, der neben den eigenen, Wolfspring- und Nemo-Produktionen auch andere Künstler vertritt (darunter Lazuli).
2015 gab die Band bekannt, eine Pause einlegen zu wollen, die bis heute (2021) andauert.

## Diskografie

### Studioalben
- 2002: Les nouveaux mondes
- 2003: Présages
- 2004: Prélude à la Ruine
- 2006: Si Partie I
- 2007: Si Partie II - L'Homme Idéal
- 2009: Barbares
- 2011: R€volu$ion
- 2013: Le ver dans le fruit (Doppel-CD)
- 2015: Coma (Doppel-CD)
- 2018: Présages 2018 (neu eingespielte Version mit 13-minütigem Bonustrack)

### Live-Alben
- 2005: Immersion Publique
- 2010: La Machine à Remonter les Temps (Live-DVD samt 2 CDs mit neuaufgenommenen Stücken und Neumaterial)

### Singles
- 2004: Eve et le génie du mal
- 2007: Les enfants rois